# Triaspis simplicifrons
Triaspis simplicifrons är en stekelart som först beskrevs av Charles Thomas Brues 1924.  Triaspis simplicifrons ingår i släktet Triaspis och familjen bracksteklar. Inga underarter finns listade i Catalogue of Life.